# Kõdesi
Kõdesi is een plaats in de Estlandse gemeente Peipsiääre, provincie Tartumaa. De plaats heeft de status van dorp (Estisch: küla).
De plaats lag tot in oktober 2017 in de gemeente Alatskivi. In die maand ging de gemeente op in de gemeente Peipsiääre.

## Bevolking
De ontwikkeling van het aantal inwoners blijkt uit het volgende staatje:
| Jaar            | 2011 | 2017 | 2019 | 2021 |
| --------------- | ---- | ---- | ---- | ---- |
| Aantal inwoners | 15   | 22   | 20   | 19   |

## Ligging
Kõdesi ligt direct ten noorden van Alatskivi, de hoofdplaats van de gemeente. De Tugimaantee 43, de secundaire weg van Aovere via Kallaste naar Kasepää, loopt over een korte afstand langs de oostgrens van het dorp.

## Geschiedenis
Kõdesi ontstond pas in de vroege 20e eeuw als nederzetting rond een groepje boerderijen op het landgoed van Allatzkiwwi (Alatskivi). In de jaren 1930 werd Kõdesi voor het eerst genoemd als dorp.